# 市民大会

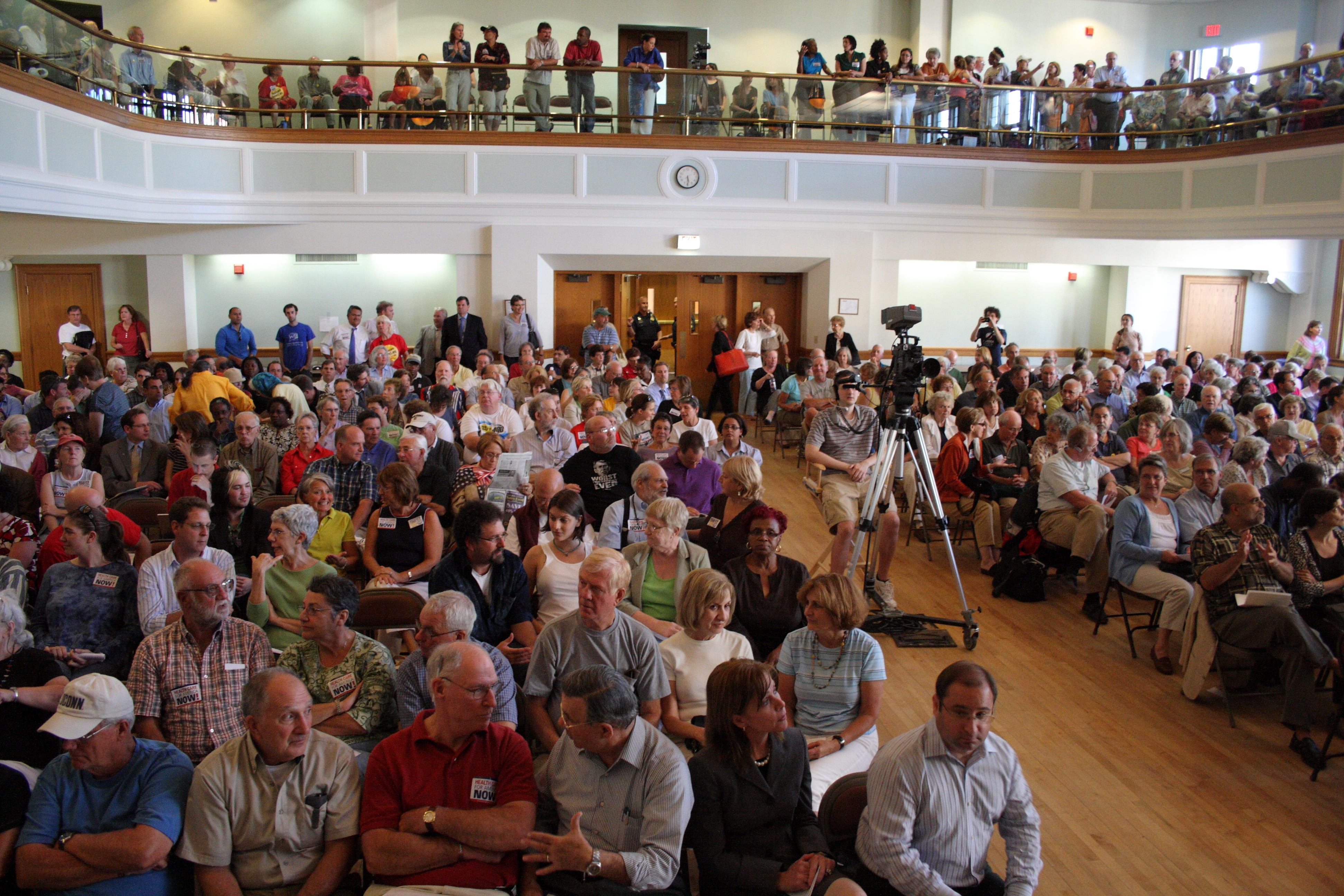
美國康乃狄克州西哈特福德的一個市民大會

市民大会也叫市政厅会议（英語：Town hall meeting），是美国社会一种非正式的民众集会。社区里的任何人都可以参加，可以自由发表意见，也可以向公众人物或民选官员提出质询。市民大会通常是精心安排好的活动。政客们选择会议地点，决定会议的主题，确保有足够的支持者参加。不过选举之前的市民大会就很难控制了，参加会议的民众当中可能有支持者，也可能有反对者。

## 地點
市政廳會議不一定要在市政廳（英語：Town Hall）舉辦 ，可以在其他地點舉辦，例如：學校，圖書館，教堂等等。